# Boost (Spendenmarketing)
Die Boost Engagement FBX gemeinnützige GmbH (von englisch to boost, „erhöhen, steigern, fördern“; Eigenschreibung des Projekts: boost) stellte auf der Website boost-project.com eine Internetplattform zur Verfügung, die es ihren Nutzern ermöglichte, bei jedem Online-Einkauf eine Spende für eine gemeinnützige Organisation ihrer Wahl zu generieren. So hatten gemeinnützige Organisationen die Möglichkeit, einfach und kostenlos zusätzliche Einnahmen zu erzielen. Boost war Partner von über 600 Onlinehändlern und über 2200 gemeinnützigen Organisationen. Der Gesamtbetrag der im Zeitraum des Bestehens generierten Spenden summierte sich auf über 1,6 Millionen Euro.

## Grundprinzip
Preisvergleichsportale und Werbeplattformen erhielten bei jedem vermittelten Einkauf im Rahmen des so genannten Affiliate-Marketing eine Provision vom Onlinehändler. Diese lag im Durchschnitt bei etwa sechs Prozent, konnte jedoch je nach Shop und Produkt deutlich abweichen. boost hatte sich das Konzept des Affiliate-Marketings zu Nutze gemacht und erhielt bei Online-Einkäufen, die über die boost-Plattform gestartet werden, jeweils eine entsprechende Vergütung. Die Einnahmen jeder Transaktion wurden zu neunzig Prozent an eine vom Kunden ausgewählte, registrierte Wohltätigkeitsorganisation gespendet. Die restlichen zehn Prozent verwendete die Boost Engagement FBX gGmbH für die eigene Kostendeckung.
Das genutzte Prinzip wird auch als Charity Shopping bezeichnet.
boost konnte sowohl mit als auch ohne Anmeldung genutzt werden. Es gab über 20.000 registrierte Benutzer. Neben der Website bot boost eine Browser-Erweiterung (die sogenannte boost-Bar) für Firefox, für Firefox für Android, Safari und für Google Chrome an. Für Internet Explorer und Opera existierte diese nicht. Die boost-Bar erinnerte die Nutzer automatisch an das Boosten, wenn sie einen Shop aufriefen, welcher bei boost registriert war.

## Unternehmensgeschichte
Das Projekt wurde im Jahr 2012 von Frank C. Eckert und Benjamin Vahle gegründet, welche es während des gesamten Zeitraum des Bestehens bis 2017 leiteten. Insgesamt profitierten über 2.200 Wohltätigkeitsorganisationen von boost. Darunter befanden sich unter anderem Aktion Deutschland Hilft, Suma e. V. (Betreiber von MetaGer), der WWF Deutschland, die Johanniter-Unfall-Hilfe, Sea Shepherd und viele weitere, oftmals regionale Initiativen. Auf Seiten der Onlineshops bestanden Partnerschaften mit über 600 Onlinehändlern. Große Partner waren etwa die Deutsche Bahn, die Deutsche Post, IKEA, der Otto-Versand und Fressnapf.
Als Amazon die Kooperation zum 30. September 2016 aufkündigte, was einen massiven Rückgang des Spendenaufkommens nach sich zog, wurde am 20. Oktober 2017 der Verkauf der gGmbH an die  WeCanHelp gGmbH bekannt, welcher am 31. Dezember 2017 vollzogen wurde. Außer in Fällen, in welchen das Widerspruchsrecht in Anspruch genommen wurde, wurden die Nutzeraccounts und die Accounts der Charities von wecanhelp.de übernommen, jedoch deren Spendenhistorie gelöscht, weswegen alle Spendenzähler wieder bei Null begannen.

## Rezeption
Die Organisation beachtete die Selbstverpflichtungserklärung von Transparency International, welche die Charities jedoch nicht mit einschloss. In den Medien wurde boost durchgehend positiv rezipiert.